# 愛情小說 (韓影)
《愛情小說》（韓語：러브픽션）是2012年上映的一部韓國劇情片。

## 劇情摘要
缺乏戀愛經驗的小說家周月，在一個場合認識了電影公司職員熙珍，後通過各種手段努力使熙珍身為他的女人，後因種種原因不合分手後，熙珍也辭掉工作遠離韓國。周月發覺所有看不慣的熙珍一切並不重要，重要的是他愛她，他仍想身邊有她......

## 主要演員
- 河正宇 飾 小說家 周月（粵語配音：陳廷軒)
- 孔曉振 飾 電影公司職員 熙珍（粵語配音：劉惠雲)
- 趙熙奉 飾 出版社社長（粵語配音：劉昭文)
- 李炳俊
- 崔元泰 客串
- 劉仁娜 客串 前女友 水晶（李慶淑）（粵語配音：魏惠娥)
- 池珍熙 客串（粵語配音：陳欣)
- 金在花 客串

## 電影OST
該OST專輯於2012年2月27日透過唱片專門銷售公司Mirrorball Music發行。
- 1.愛情小說 - 朴周元
- 2.番茄 - 金智勳
- 3.海法的女人 - 朴周元
- 4.自殺 - 金東奇
- 5.香頌德馬的Vie - 全宥鎮
- 6.求愛信 - 金東奇
- 7.真愛 - 서교동꽃거지
- 8.浪漫之夜 - 金東奇
- 9.浪漫派 - 李泰景
- 10.靠在風尤金左右 - 全宥鎮
- 11.甜愛茉莉 - 朴周元
- 12.偵探馬 - 金東奇
- 13.我想知道你 - 金智勳
- 14.故障 - Wild Dingo
- 15.偵探的觸角 - 金東奇
- 16.Mephistoculas - 金東奇
- 17.悠閒 - 全宥鎮
- 18.在我體內 - Taru
- 19.對比度 - 朴周元
- 20.知道 - 全宥鎮
- 21.阿拉斯加 - 河正宇
- 22.另一個阿拉斯加 - 尚允

## 外部連結
- Naver電影 （页面存档备份，存于）
- daum電影 （页面存档备份，存于）